# Furán
A furán öttagú gyűrűt tartalmazó oxigéntartalmú aromás heterociklusos vegyület. A legfontosabb heterociklusos alapvegyületek közé tartozik. Közönséges körülmények közt folyékony halmazállapotú, forráspontja alacsony. Szaga a kloroformra emlékeztet. Vízben alig oldódik, de sok szerves oldószerrel korlátlanul elegyedik. A furán és egyes furánszármazékok (például a 2-metilfurán) megtalálható a fenyő- és bükkfakátrányban.
Neve a latin furfur = korpa szóból származik, ui. korpából is kinyerhető.

## Története
A furánt először Heinrich Limpricht állította elő furán-2-karbonsav (régies nevén pironyálkasav) dekarboxilezésével 1870-ben. A furán-2-karbonsav a furán legrégebben ismert származéka, Carl Wilhelm Scheele állította elő először nyálkasav (galaktársav) hevítésével 1780-ban. (A nyálkasav a galaktóz származéka, a cukorsavak közé tartozik).

## Szerkezete
A furánmolekulában gyűrűbe zárt, folytonos konjugáció lép fel, π-elektronszextett alakul ki. A gyűrűben található oxigén heteroatom elektronegativitása nagyobb, mint a szénatomoké. A kötéshosszak a gyűrűben nem egyformák, mint a benzolban, hanem különbözők.

## Kémiai tulajdonságai
A furán aromás jellege a hasonló szerkezetű pirrolhoz és tiofénhez képest viszonylag gyenge. A furán enoléter jellegű, ezzel magyarázható, hogy savakra viszonylag érzékeny. Azonban aromás jellege miatt az enolétereknél nehezebben hidrolizál, a hidrolízis csak hosszabb savas főzés hatására következik be. A hidrolízishez nagy savkoncentráció szükséges, emiatt a keletkező oxovegyület, a szukcindialdehid gyantásodik. A dienoléterekkel szemben a furán azonban lúgokra nem érzékeny, ennek oka szintén a vegyület aromás jellege.
Aromás jellegének megfelelően mutatja az aromás elektrofil szubsztitúciókat. A szubsztituens 2-es helyzetbe kerül, ha a szubsztitúció tovább folytatódik, 2,5-diszubsztituált származék keletkezik.  A furán nitrálása tömény salétromsavval végezhető  el ecetsav-anhidrid oldószerben, a szulfonálását kén-trioxiddal végzik dioxános közegben. A furán aromás jellege miatt naszcensz hidrogénnel nem telíthető. Csak katalitikus hidrogénezéssel redukálható, a termék tetrahidrofurán. A tetrahidrofurán gyűrűs éter.

## Előállítása
A furán előállítható a mezőgazdasági hulladékokból nyerhető furfurol katalitikus dekarbonilezésével.
A furán első szintézisét Heinrich Limpricht valósította meg nyálkasavból, ami egy cukorsav. A furán más cukorsavakból is keletkezhet. Ekkor a cukorsav először sósavval főzve vízvesztéssel dehidronyálkasavvá (furán-2,5-dikarbonsavvá) alakul, majd ez pironyálkasavvá dekarboxileződik. A furán előállítható a képződött pironyálkasav dekarboxilezésével.
Erős szervetlen savak hatására az 1,4-dioxovegyületek furánszármazékokká alakulnak vízkilépéssel. Acetonilacetonból vízelvonással például 2,5-dimetilfurán, szukcinidaldehidből furán keletkezik.